# Maria Niangi
Maria Niangi (25 de abril de 1993) é uma judoca angolana. Ela ganhou uma medalha de ouro, uma de prata e duas de bronze no Campeonato Africano de Judo.

## Carreira
Maria Niangi conquista a medalha de bronze na categoria menos de 70 kg no Campeonato Africano de Judo de 2022, em Oran.
Em 2023, foi medalhista de prata na mesma categoria no Campeonato Africano em Casablanca.
Ela conquistou a medalha de ouro na categoria menos 70 kg no Campeonato Africano de 2024 no Cairo, garantindo a qualificação para os Jogos Olímpicos de 2024 em Paris; ela também é medalhista de bronze por equipas mistas nesse campeonato.
Contudo Niangi não participou nos Jogos Olímpicos por ter testado positivo num teste de anti-dopagem.